# Benjamin Vermeulen
Benjamin Vermeulen (Sint-Niklaas, 15 juli 1957) is een Belgisch oud-wielrenner. Hij won in 1975 de Ronde van Vlaanderen voor junioren. Hij was beroepsrenner van 1980 tot 1983. 

## Belangrijkste overwinningen
1975
- Ronde van Vlaanderen, Junioren

1978
- Clinge, Amateurs
- Hulst, Amateurs

1979
- 11e etappe Vredeskoers
- 2e etappe deel b Circuit Franco-Belge

1980
- Ninove
- Oostakker
- Schaal Sels
- Zele

1981
- De Pinte
- Olsene
- Oostakker

1982
- Knokke
- Wetteren

## Resultaten in voornaamste wedstrijden
| Jaar | Ronde van Italië | Ronde van Frankrijk | Ronde van Spanje |
| ---- | ---------------- | ------------------- | ---------------- |
| 1980 |                  | opgave              |                  |
| 1981 |                  | opgave              |                  |
| 1982 |                  |                     |                  |

| Jaar | Milaan-San Remo |
| ---- | --------------- |
| 1980 | 127e            |
| 1981 |                 |
| 1982 |                 |